# Дом «У Минуты»
Дом «У Минуты» (чеш. Dům U Minuty), он же ранее Дом «у Белого льва» (чеш. Dům U Bílého lva) — дом № 3 на Староместской площади в Праге между Староместской ратушей и домом «У Золотого Рога». Охраняется как памятник культуры с 1958 года.

## История
Дом был построен как позднеготическое здание в первой половине XV века. Он был довольно маленьким, с небольшим двором и имел два этажа. В 1430 году к нему была присоединена часть соседнего дома. В период до 1564 года были пристроен третий этаж снизу с полосой люнет. Орнаменты-сграффито создавались в два этапа — до 1600 года и до 1615 года. Во время барочной реконструкции они были удалены, но восстановлены в 1920-х годах. На них представлены библейские сцены вместе со сценами из античной Греции и эпохи Ренессанса.
Дом длительное время использовался как аптека.
Франц Кафка жил с родителями в этом доме с 1889 по 1896 год, здесь родились все его сёстры.

## Галерея

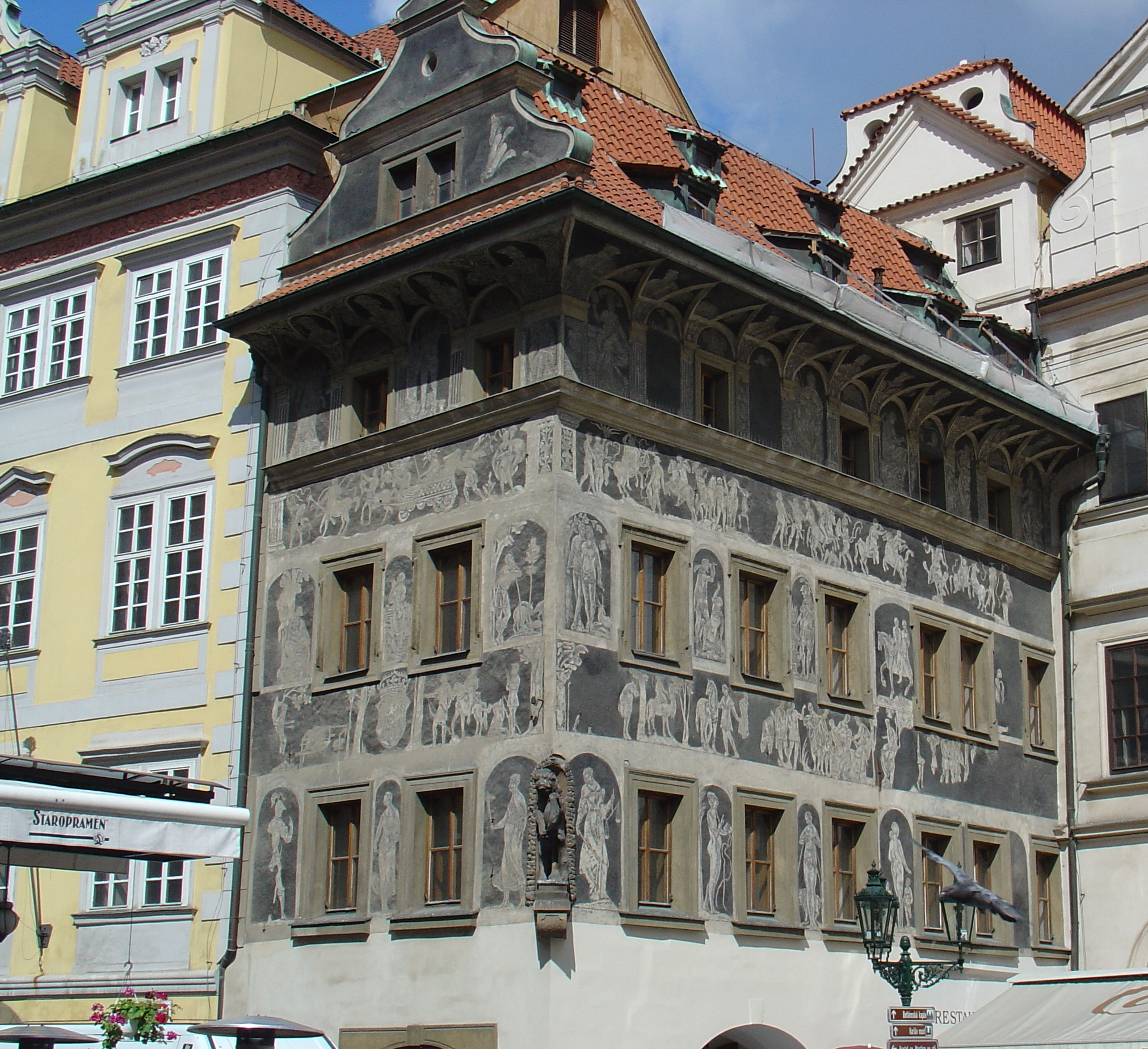
Дом «У минуты», с орнаментами-сграффито.
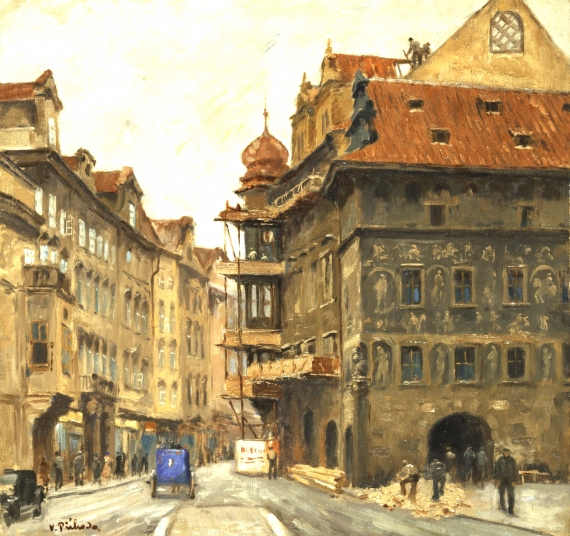
«Дом У Минуты», картина Вацлава Пршихода.
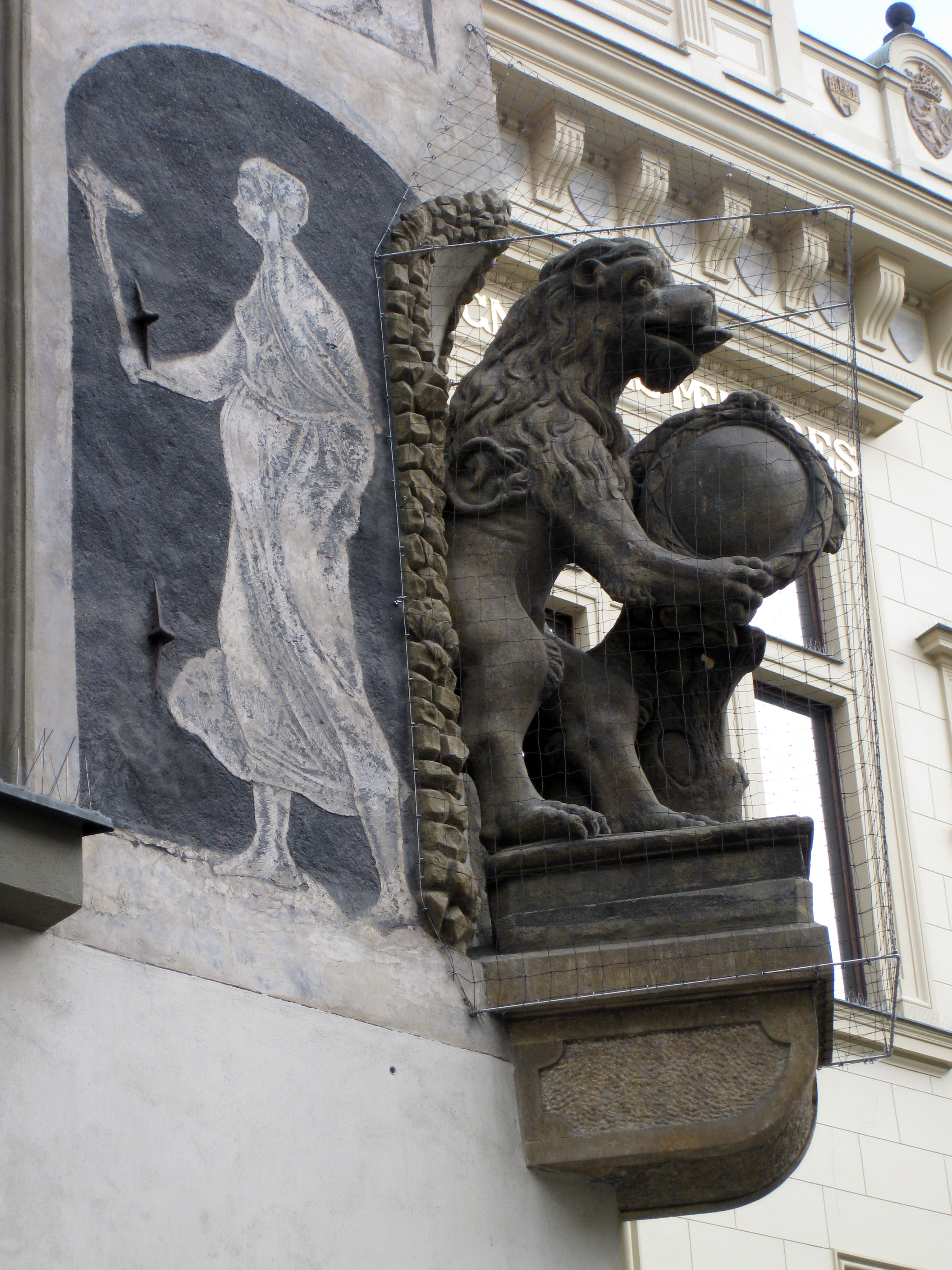
Скульптура Белого льва, давшая старое название дома.